# 은 삼십

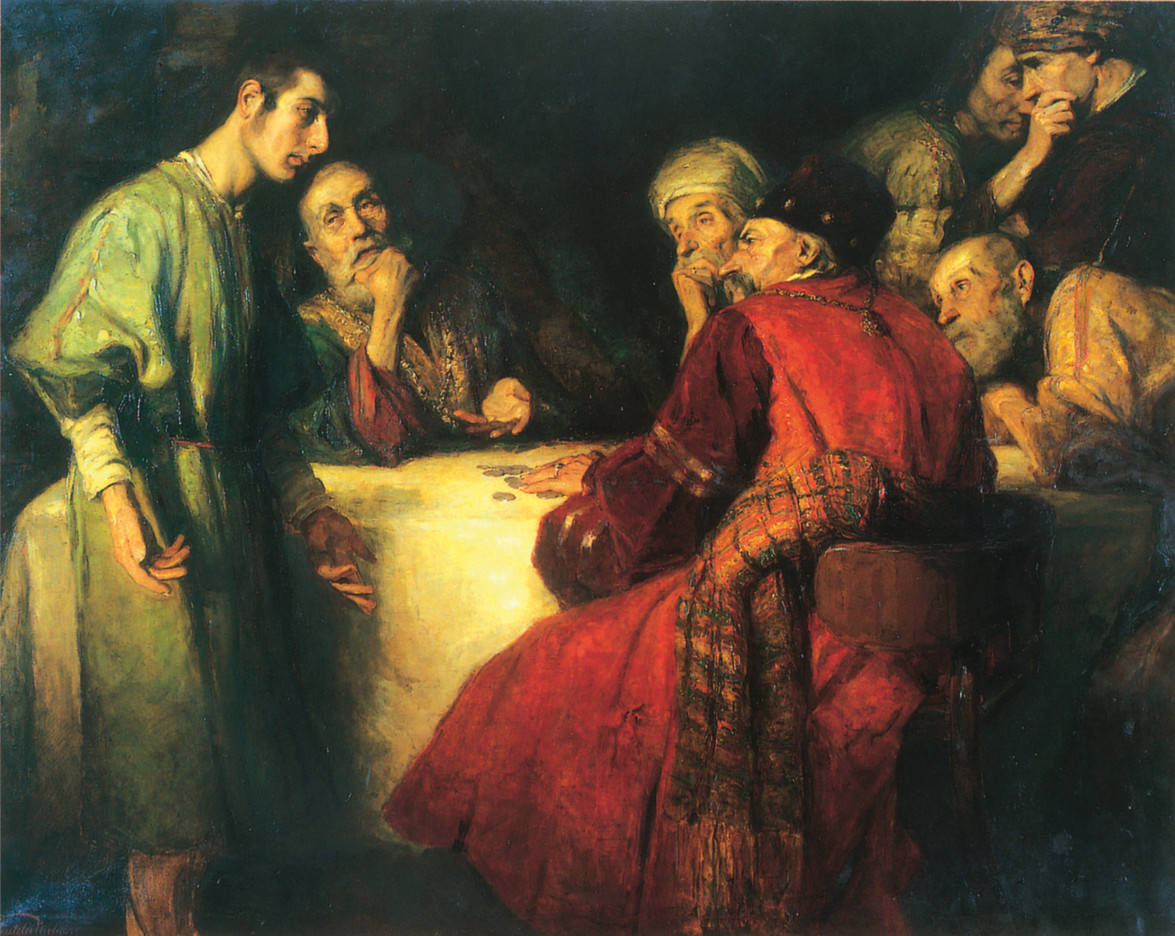

은 삼십은 신약 마태복음 26장 15절의 기록에 따르면 가룟 유다가 예수님을 배반한 값이었다. 최후의 만찬 전에 유다는 대제사장들에게 가서 은 삼십에 예수를 넘겨주기로 합의하고 나중에 뉘우치는 마음에 그 돈을 돌려주려 했다고 한다.
마태복음은 토기장이의 밭을 구입한 것이 스가랴의 예언을 예수께서 성취하신 것이라고 주장한다.

## 성경 이야기
마태복음에 따르면 가룟 유다는 예수님의 제자였다. 최후의 만찬 전에 유다는 대제사장들에게 가서 은 삼십에 예수를 넘겨주기로 했다. 그런 다음 예수는 겟세마네에서 체포되었고 그곳에서 유다는 입맞춤을 통해 군인들에게 예수의 정체를 밝혔다.
마태복음 27장에 따르면 유다는 양심의 가책을 느껴 그 돈을 대제사장들에게 돌려주고 목을 매달았다. 대제사장들은 그것이 피값이라 성전고에 넣을 수 없다고 판단하고 그것으로 토기장이의 밭을 샀다.
유다의 죽음에 대한 다른 설명은 사도행전 1:17–20; 거기에서 베드로는 다음과 같이 말한 것으로 인용된다. 일반적으로 사도행전과 같은 저자에 의해 기록된 것으로 생각되는 누가복음은 22:3-6에서 유다가 대제사장들과 성전 경비대원들과 가격을 합의했다고 언급하지만 금액은 명시되어 있지 않다. 마태복음에서와 같이 선불로 지불한 돈이다.

## 같이 보기
- 피의 저주
- 신약 속 예수의 삶

## 자료
- Baxter, Roger (1823). 〈Christ is Sold by Judas〉. 《Meditations For Every Day In The Year》. New York: Benziger Brothers.